# Lestignathus
Lestignathus es un  género de coleópteros adéfagos de la familia Carabidae.

## Especies
Comprende las siguientes especies:
- Lestignathus cursor Erichson, 1842
- Lestignathus foveatus Sloane, 1920
- Lestignathus pieperi Baher, 2000
- Lestignathus simsoni Bates, 1878